# ハードウェア乱数生成器
ハードウェア乱数生成器（）は、ハードウェアに由来する不確定性を利用した、擬似乱数列でない「真の乱数列」を発生させるシステム。コンピュータの内部などのものでは、システム中にソフトウェアが併用されることも多い。
サイコロなども原始的なハードウェア乱数生成器である。
ダイオードの生成するノイズや熱雑音、放射性物質の崩壊による放射線をセンサで検出するなど、ランダムな物理現象を用い、その信号を元に乱数を生成する。物理現象は必ずしも一様乱数とはならないため、センサからの出力を必要な種類の乱数に変換する必要がある場合もある。使用環境によっては発生する乱数に傾向が見られないようにノイズ発生器を設計することが重要になる。